# Босий Олександр Георгійович
Олекса́ндр Гео́ргійович Бо́сий (нар. 15.05.1958, Кіровоградська обл. УРСР) — український педагог, етнограф, художник, кандидат історичних наук, завідувач кафедри графічного дизайну Київської державної академії декоративно-прикладного мистецтва і дизайну імені Михайла Бойчука. Член Національної спілки журналістів України.

## Біографія
О. Г. Босий народився 15 травня 1958 року в с. Інгулець Кірвоградської області.
У 1984 році закінчив художньо-графічний факультет Одеського державного педагогічного інституту імені К. Д. Ушинського.
Працював вчителем у Новгородківській середній школі, керував гуртком образотворчого мистецтва у Новгородківському будинку піонерів.
В 1985 - 1991 роках був художнім редаукотором тижневика "Молодий комунар".
У 1991 - 2010 роках викладав на кафедрі образотворчого мистецтва та дизайну Кіровоградського державного педагогічного університету ім. В. Виниченка.
У 2000 році захистив кандидатську дисертацію «Знакові функції виробів ткацтва у звичаєво-обрядовій культурі українців» у Інституті мистецтвознавства, фольклористики та етнології імені М. Т. Рильського НАН України.  
Протягом 2010-2016 років був начальником науково-дослідного відділу народного мистецтва та фольклору у Національному музеї народної архітектури та побуту України.
З 2017 року є завідувачем кафедри графічного дизайну Київської державної академії декоративно-прикладного мистецтва та дизайну ім. Михайла Бойчука.

## Праці
- Босий, О. Г. Священне ремесло Мокоші: традиційна жіноча ритуальна символіка в українців. — Вінниця: Рогальська І. О., 2011. — 204 с. — ISBN 978-966-2585-12-4
- Босий, О. Г. Міф, символ, орнамент: історія, символіка та композиція української орнаментики. — Вінниця: Данилюк В. Г., 2011. — 119 с. — ISBN 978-966-2190-50-2